# Erik Dofsén
Erik Dofsén i riksdagen kallad Dofsén i Lima, född 13 december 1815 i Järna församling, Kopparbergs län, död 8 maj 1899 i Lima församling, Kopparbergs län, var en svensk kronolänsman och riksdagsman.
Dofsén var ledamot av riksdagens andra kammare 1867–1869 och 1873–1878, invald i Malungs, Lima och Äppelbo samt Nås, Järna och Floda tingslags valkrets.